# ハスタートノコギリクワガタ
ハスタートノコギリクワガタ (Prosopocoilus Hasterti) は、昆虫綱甲虫目クワガタムシ科ノコギリクワガタ属に分類されるクワガタ。

## 分布
- ソロモン諸島（ブーゲンビル島・ニュージョージア島・コロンバンガラ島・マライタ島・ガダルカナル島）

## 形態
ノコギリクワガタの中では珍しく体幅が広く、また、雄の大顎は比較的短い。産地による色彩変異が知られており、亜種P. h. moinieri（ガダルカナル島・マライタ島産）は前翅の外線に太い橙色の縁取りを持つのに対し、亜種P. h. hasterti(ブーゲンビル島産)は前翅の先端部が僅かに橙色に色づく程度である。
雄の大顎は長歯型と短歯型が存在し、大型の個体は長歯型の大顎を持つ場合が多いのに対し、小型の個体は短歯型の大顎を持つ個体ばかりである。但し、どちらの型になるかは体長のみで決まるわけではなく、同程度の体長の個体の一方が長歯型・もう一方が短歯型という例も知られている。長歯型の大顎の先端は二股に分岐し根元に小さな内歯がある。短歯型は、ノコギリクワガタ属の他種の短歯型と同様に、細かいノコギリのような内歯が並んでいる。
それほど体が大きな種ではないが、樹にしがみつく脚力では、近縁種のラフェルトノコギリクワガタやウォレスノコギリクワガタと並び、ノコギリクワガタ属の中でも強い脚力を持つ。

## 生態
体幅が広くがっちりした体型と鮮やかな体色から、ノコギリクワガタ属の中でも飼育者に人気がある。比較的水気を多く含む腐食の進んだ産卵材を好む点は、ノコギリクワガタ属の他種の習性と共通である。
一応組み合うとケンカはするが、ノコギリクワガタにしては大人しく、争いを好まない性格をしている。